# Belgia na Letnich Igrzyskach Olimpijskich 1908
Belgię na Letnich Igrzyskach Olimpijskich 1908 reprezentowało 70 sportowców.

## Zdobyte medale
| Medal  | Zawodnik | Dyscyplina  | Konkurencja                |
| ------ | --- | ----------- | -------------------------- |
| Złoto  | Paul Van Asbroeck | Strzelectwo | Pistolet dowolny 50 jardów |
| Srebro | Réginald Storms | Strzelectwo | Pistolet dowolny 50 jardów |
| Srebro | Réginald Storms Paul Van Asbroeck Charles Paumier du Vergier René Englebert                                                                  | Strzelectwo | Pistolet dowolny 50 jardów |
| Srebro | Victor Boin Herman Donners Fernand Feyaerts Oscar Grégoire Herman Meyboom Albert Michant Joseph Pletincx                                     | Piłka wodna | Turniej mężczyzn           |
| Srebro | Léon Huybrechts Louis Huybrechts Henri Weewauters                                                                                            | Żeglarstwo  | 6 m                        |
| Srebro | Oscar Taelman Marcel Morimont Rémy Orban Georges Mys François Vergucht Polydore Veirman Oscar Dessomville Rodolphe Poma Alfred Van Landeghem | Wioślarstwo | Ósemka                     |
| Brąz   | Joseph Werbrouck | Kolarstwo   | 20 km                      |
| Brąz   | Paul Anspach Fernand Bosmans Fernand de Montigny François Rom Victor Willems Désiré Beaurain Ferdinand Feyerick                              | Szermierka  | Szpada drużynowo           |

## Skład kadry

### Gimnastyka
| Zawodnik        | Konkurencja            | Finał | Finał   |
| Zawodnik        | Konkurencja            | Wynik | Miejsce |
| --------------- | ---------------------- | ----- | ------- |
| Jean Van Guysse | wielobój indywidualnie | 194   | 44.     |
| Antoine de Buck | wielobój indywidualnie | 180,5 | 53.     |

### Kolarstwo
| Konkurencja | Zawodnik                     | Eliminacje | Eliminacje | Eliminacje | Półfinały | Półfinały       | Półfinały       | Finał | Finał                | Finał                | Pozycja              |
| Konkurencja | Zawodnik                     | Przeciwnik | Czas       | Miejsce    | Przeciwnik | Czas            | Miejsce         | Przeciwnik | Czas                 | Miejsce              | Pozycja              |
| ----------- | ---------------------------- | --- | ---------- | ---------- | --- | --------------- | --------------- | --- | -------------------- | -------------------- | -------------------- |
| 660 jardów  | Jules Patou                  | Victor Johnson Richard Villepontoux                                                                                  | b.d        | 2.         | Nie awansował | Nie awansował   | Nie awansował   | Nie awansował | Nie awansował        | Nie awansował        | Nie awansował        |
| 660 jardów  | Joseph Werbrouck             | Walter Andrews Gaston Delaplane                                                                                      | b.d        | 2.         | Nie awansował | Nie awansował   | Nie awansował   | Nie awansował | Nie awansował        | Nie awansował        | Nie awansował        |
| 660 jardów  | Jean Van Benthem             | Ernest Payne André Poulain                                                                                           | b.d        | 3.         | Nie awansował | Nie awansował   | Nie awansował   | Nie awansował | Nie awansował        | Nie awansował        | Nie awansował        |
| 660 jardów  | Lucien Renard                | Gaston Dreyfus William Morton Gerald Anderson                                                                        | 55,2       | 1.         | Karl Neumer Benjamin Jones | b.d             | 2.              | Nie awansował | Nie awansował        | Nie awansował        | Nie awansował        |
| 660 jardów  | Léon Coeckelberg             | George Cameron | b.d        | 2.         | Nie awansował | Nie awansował   | Nie awansował   | Nie awansował | Nie awansował        | Nie awansował        | Nie awansował        |
| tandemy     | Léon Coeckelberg Jules Patou | John Barnard, Arthur Rushen Andrew Hansson, Gustaf Westerberg                                                        | 2:25,0     | 1.         | Frederick Hamlin, Thomas Johnson Charles Brooks, William Isaacs Max Götze, Otto Götze | b.d             | 4.              | Nie awansowali | Nie awansowali       | Nie awansowali       | Nie awansowali       |
| 5000 m      | Guillaume Coeckelberg        | |            |            | Maurice Schilles C. V. Clark William Anderson Richard Katzer Georges Perrin Floris Venter | b.d             | 4.-7.           | Nie awansował | Nie awansował        | Nie awansował        | Nie awansował        |
| 20 km       | Joseph Werbrouck             | |            |            | Leon Meredith Hermann Martens André Lapize Georgius Damen Frederick McCarthy Pierre Hostein Richard Katzer Daniel Flynn | 33:21,4         | 3.              | Clarence Kingsbury Benjamin Jones Louis Weintz François Bonnet Albert Denny Andrew Hansson Octave Lapize Leon Meredith | b.d                  | 3.                   | brąz                 |
| 20 km       | Léon Couckelberg             | |            |            | Albert Denny Charles Avrillon Gustaf Westerberg Guglielmo Morisetti | Dyskwalifikacja | Dyskwalifikacja | Nie awansował | Nie awansował        | Nie awansował        | Nie awansował        |
| 20 km       | Jean van Benthem             | Clarence Kingsbury Charles Brooks Floris Venter Georges Lutz Gerard Bosch van Drakestein Walter Andrews Paul Schulze |            |            | | b.d             | 7.-9.           | Nie awansował | Nie awansował        | Nie awansował        | Nie awansował        |
| 100 km      | Guillaume Coeckelberg        | |            |            | Leon Meredith Charles Bartlett Gustaf Westerberg Octave Lapize Walter Andrews William Pett Charles Denny Harry Young Cesare Zanzottera Charles Avrillon H. Cunault Bruno Götze Pierre Hostein Robert Jolly Jean Madelaine Guglielmo Malatesta Hermann Martens William Morton Dorus Nijland David Noon Battista Parini T.H.E. Passmore Paul Schulze Max Triebsch Louis Weintz | b.d             | 7.-9.           | Charles Bartlett Charles Denny Octave Lapize William Pett Paul Texier Walter Andrews David Robertson Sydney Bailey Jack Bishop François Bonnet Andrew Hansson Georges Lutz Leon Meredith Harry Mussen Gustaf Westerberg Harry Young | Nie ukończył wyścigu | Nie ukończył wyścigu | Nie ukończył wyścigu |

### Lekkoatletyka
Konkurencje biegowe
| Konkurencja        | Zawodnik         | Eliminacje         | Eliminacje         | Półfinał           | Półfinał           | Finał              | Finał              |
| Konkurencja        | Zawodnik         | Wynik              | Miejsce            | Wynik              | Miejsce            | Wynik              | Miejsce            |
| ------------------ | ---------------- | ------------------ | ------------------ | ------------------ | ------------------ | ------------------ | ------------------ |
| 100 m              | Jean Konings     | 11,6               | 2.                 | Nie awansował      | Nie awansował      | Nie awansował      | Nie awansował      |
| 100 m              | Victor Jacquemin | 11,5               | 2.                 | Nie awansował      | Nie awansował      | Nie awansował      | Nie awansował      |
| 200 m              | Fernand Halbart  | b.d                | 5.                 | Nie awansował      | Nie awansował      | Nie awansował      | Nie awansował      |
| 400 m              | Victor Jacquemin | Nie ukończył biegu | Nie ukończył biegu | Nie awansował      | Nie awansował      | Nie awansował      | Nie awansował      |
| 1500 m             | François Delloye |                    |                    | b.d                | 5.                 | Nie awansował      | Nie awansował      |
| maraton            | François Celis   |                    |                    |                    |                    | Nie ukończył biegu | Nie ukończył biegu |
| 110 m przez płotki | Fernand Halbart  | walkower           | 1.                 | Nie ukończył biegu | Nie ukończył biegu | Nie awansował      | Nie awansował      |

Konkurencje techniczne
| Zawodnik    | Konkurencja          | Finał | Finał   |
| Zawodnik    | Konkurencja          | Wynik | Miejsce |
| ----------- | -------------------- | ----- | ------- |
| Léon Dupont | skok wzwyż           | 1,67  | 16.     |
| Léon Dupont | skok wzwyż z miejsca | 1,42  | 8.      |
| Léon Dupont | skok w dal z miejsca | b.d   | 8.      |

### Piłka wodna
- Reprezentacja mężczyzn

| - Victor Boin - Herman Donners - Fernand Feyaerts - Oscar Grégoire |  | - Herman Meyboom - Albert Michant - Joseph Pletincx |

Reprezentanci Belgii zdobyli srebrny medal.

### Wyniki

#### Pierwsza runda
| 15 lipca 1908 | Belgia | 8:1 | Holandia |  |
|               |        |     |          |  |

#### Półfinał
| 20 lipca 1908 | Belgia | 8:4 | Szwecja |  |
|               |        |     |         |  |

#### Finał
| 22 lipca 1908 | Belgia | 2:9 | Wielka Brytania |  |
|               |        |     |                 |  |

### Pływanie
| Konkurencja       | Zawodnik         | Eliminacje           | Eliminacje           | Półfinał      | Półfinał      | Finał         | Finał         |
| Konkurencja       | Zawodnik         | Czas                 | Miejsce              | Czas          | Miejsce       | Czas          | Miejsce       |
| ----------------- | ---------------- | -------------------- | -------------------- | ------------- | ------------- | ------------- | ------------- |
| 100 m dowolnym    | Herman Meyboom   | b.d                  | 3.-6.                | Nie awansował | Nie awansował | Nie awansował | Nie awansował |
| 100 m dowolnym    | Victor Boin      | b.d                  | 3.-4.                | Nie awansował | Nie awansował | Nie awansował | Nie awansował |
| 100 m dowolnym    | Fernand Feyaerts | b.d                  | 3.-4.                | Nie awansował | Nie awansował | Nie awansował | Nie awansował |
| 100 m dowolnym    | André Duprez     | 1:18,0               | 2.                   | Nie awansował | Nie awansował | Nie awansował | Nie awansował |
| 100 m grzbietowym | Oscar Grégoire   | Nie ukończył wyścigu | Nie ukończył wyścigu | Nie awansował | Nie awansował | Nie awansował | Nie awansował |
| 200 m klasycznym  | Pierre Strauwen  | b.d                  | 4.                   | Nie awansował | Nie awansował | Nie awansował | Nie awansował |
| 200 m klasycznym  | Félicien Courbet | 3:16,4               | 1.                   | b.d           | 4.            | Nie awansował | Nie awansował |

### Skoki do wody
| wieża 10 m | Joseph Huketick | Nie ukończył konkurencji61,3 | Nie ukończył konkurencji61,3 | Nie awansował |

### Strzelectwo
| Konkurencja                         | Zawodnik                                                                                         | Finał | Finał   |
| Konkurencja                         | Zawodnik                                                                                         | Wynik | Pozycja |
| ----------------------------------- | ------------------------------------------------------------------------------------------------ | ----- | ------- |
| karabin dowolny 3 postawy           | Ernest Ista                                                                                      | 701   | 35.     |
| karabin dowolny 3 postawy           | Fernand Rey                                                                                      | 698   | 36.     |
| karabin dowolny 3 postawy drużynowo | Charles Paumier du Vergier Paul Van Asbroeck Ernest Ista Henri Sauveur Joseph Geens Édouard Poty | 4509  | 5.      |
| pistolet dowolny indywidualnie      | Paul Van Asbroeck                                                                                | 490   | złoto   |
| pistolet dowolny indywidualnie      | Réginald Storms                                                                                  | 487   | srebro  |
| pistolet dowolny indywidualnie      | René Englebert                                                                                   | 441   | 15.     |
| pistolet dowolny indywidualnie      | Jacques Pinchart                                                                                 | 372   | 37.     |
| pistolet dowolny drużynowo          | Paul Van Asbroeck Réginald Storms Charles Paumier du Vergier René Englebert                      | 1863  | srebro  |

### Szermierka
| Konkurencja          | Zawodnik                                                             | 1 runda | 1 runda   | 2 runda                                                                  | 2 runda       | Półfinały | Półfinały      | Finał | Finał          | Pozycja        |
| Konkurencja          | Zawodnik                                                             | Przeciwnik | Wynik     | Przeciwnik                                                               | Wynik         | Przeciwnik | Wynik          | Przeciwnik                                                                                                   | Wynik          | Pozycja        |
| -------------------- | -------------------------------------------------------------------- | --- | --------- | ------------------------------------------------------------------------ | ------------- | --- | -------------- | --- | -------------- | -------------- |
| szpada indywidualnie | Gaston Renard                                                        | Jacques Marais Ejnar Levison Johannes Adam John Blake Max Dwinger                                                    | P W       | Lauritz Østrup Ivan Osiier Jacques Rodocanachi Edgar Amphlett            | P W           | Gaston Alibert Cecil Haig Alfred Labouchere Robert Montgomerie Herman Georges Berger François Rom Fernand Bosmans  | P W            | Nie awansował                                                                                                | Nie awansował  | Nie awansował  |
| szpada indywidualnie | Albert Sarens                                                        | Herman Georges Berger Otto Becker Hans Bergsland Dino Diana Martin Holt Vilém Tvrzský George van Rossem              | P W       | Nie awansował                                                            | Nie awansował | Nie awansował | Nie awansował  | Nie awansował                                                                                                | Nie awansował  | Nie awansował  |
| szpada indywidualnie | Fernand de Montigny                                                  | Gaston Alibert Ivan Osiier Percival Davson Sante Ceccherini Otakar Lada Robert Krünert Maurits Jacob van Löben Sels  | P W P R W | Paul Anspach Alfred Labouchere Sydney Martineau Jaroslav Tuček           | P W           | Nie awansował | Nie awansował  | Nie awansował                                                                                                | Nie awansował  | Nie awansował  |
| szpada indywidualnie | François Rom                                                         | Giulio Cagiati Sydney Martineau Henry Peyron Albert Naumann Bedřich Schejbal                                         | W P W     | Fernand Bosmans Charles Collignon Marcel Van Langenhove Riccardo Nowak   | P W           | Gaston Alibert Cecil Haig Alfred Labouchere Robert Montgomerie Herman Georges Berger Gaston Renard Fernand Bosmans | R W P W R P R  | Nie awansował                                                                                                | Nie awansował  | Nie awansował  |
| szpada indywidualnie | Fernand Bosmans                                                      | Leaf Daniell Vilém Goppold von Lobsdorf Frédéric Dubourdieu Emil Schön Dezső Földes Willem van Blijenburgh           | P W R P W | François Rom Charles Collignon Marcel Van Langenhove Riccardo Nowak      | W R           | Gaston Alibert Cecil Haig Alfred Labouchere Robert Montgomerie Herman Georges Berger Gaston Renard François Rom    | R P R          | Nie awansował                                                                                                | Nie awansował  | Nie awansował  |
| szpada indywidualnie | Paul Anspach                                                         | Alfred Labouchere Ralph Chalmers Jacques Rodocanachi Jakob Erckrath de Bary Alessandro Pirzio Biroli František Dušek | P W R W   | Alfred Labouchere Sydney Martineau Fernand de Montigny Jaroslav Tuček    | W P           | Martin Holt Alexandre Lippmann Eugène Olivier Jean Stern Gustaf Lindblom Lauritz Østrup Paul le Blon               | P W P W        | Gaston Alibert Alexandre Lippmann Robert Montgomerie Eugène Olivier Cecil Haig Alfred Labouchere Martin Holt | P W P          | 5.             |
| szpada indywidualnie | Marcel Van Langenhove                                                | Jean Stern Henri Davids Julius Lichtenfels Péter Tóth                                                                | P W P     | François Rom Charles Collignon Fernand Bosmans Riccardo Nowak            | P W R P       | Nie awansował | Nie awansował  | Nie awansował                                                                                                | Nie awansował  | Nie awansował  |
| szpada indywidualnie | Paul le Blon                                                         | Marcello Bertinetti Cecil Haig Simon Okker Georg Branting                                                            | P W R W   | Jetze Doorman Jean Stern Fernand Stuyck Ejnar Levison                    | W R W         | Martin Holt Alexandre Lippmann Eugène Olivier Jean Stern Gustaf Lindblom Lauritz Østrup Paul Anspach               | P W R P        | Nie awansował                                                                                                | Nie awansował  | Nie awansował  |
| szpada indywidualnie | Fernand Stuyck                                                       | Alexandre Lippmann Riccardo Nowak Birger Cnattingius Edgar Seligman Gösta Olson                                      | W R W     | Paul le Blon Jetze Doorman Jean Stern Ejnar Levison                      | P W           | Nie awansował | Nie awansował  | Nie awansował                                                                                                | Nie awansował  | Nie awansował  |
| szpada drużynowo     | Paul Anspach Désiré Beaurain Fernand de Montigny Victor Willems      | |           | Szwecja                                                                  | W             | Włochy | W              | Francja | P              | srebro         |
| szabla indywidualnie | Henri Six                                                            | Siegfried Flesch Jetze Doorman Vlastimil Lada-Sázavský Jean de Mas Latrie Jaroslav Tuček                             | P W       | Nie awansował                                                            | Nie awansował | Nie awansował | Nie awansował  | Nie awansował                                                                                                | Nie awansował  | Nie awansował  |
| szabla indywidualnie | Joseph Van der Voodt                                                 | Otakar Lada Archibald Murray Péter Tóth Johannes Adam                                                                | W P W     | Vilém Goppold von Lobsdorf William Marsh Adrianus de Jong Riccardo Nowak | P W           | Jetze Doorman Vilém Goppold von Lobsdorf Péter Tóth Béla Zulawszky Oszkár Gerde Lauritz Østrup Sante Ceccherini    | P W            | Nie awansował                                                                                                | Nie awansował  | Nie awansował  |
| szabla indywidualnie | Étienne Grade                                                        | Alfred Labouchere Fritz Jack Louis Renaud Dino Diana Douglas Godfree                                                 | P W P W   | Jenő Fuchs Charles Notley Richard Schoemaker Georges Lateux              | P W           | Nie awansował | Nie awansował  | Nie awansował                                                                                                | Nie awansował  | Nie awansował  |
| szabla indywidualnie | Antoine Van Tomme                                                    | Georges de la Falaise Jenő Szántay August Petri Maurits Jacob van Löben Sels                                         | P W       | Nie awansował                                                            | Nie awansował | Nie awansował | Nie awansował  | Nie awansował                                                                                                | Nie awansował  | Nie awansował  |
| szabla indywidualnie | Alexis du Bosch                                                      | Oszkár Gerde Lauritz Østrup Willem van Blijenburgh Alfred Keene Joseph, Marquis de Saint Brisson                     | P W P W   | Nie awansował                                                            | Nie awansował | Nie awansował | Nie awansował  | Nie awansował                                                                                                | Nie awansował  | Nie awansował  |
| szabla indywidualnie | Paul Anspach                                                         | Vilém Goppold von Lobsdorf Jenő Apáthy Edward Brookfield Johan van Schreven Pietro Sarzano Georg Stöhr Jean Mikorski | P W P W P | Oszkár Gerde Sante Ceccherini Otakar Lada Emil Schön                     | P             | Nie awansował | Nie awansował  | Nie awansował                                                                                                | Nie awansował  | Nie awansował  |
| szabla indywidualnie | Alexis Simonson                                                      | George van Rossem Charles Notley Bedřich Schejbal Frédéric Chapuis Albert Naumann                                    | P W P W   | Nie awansował                                                            | Nie awansował | Nie awansował | Nie awansował  | Nie awansował                                                                                                | Nie awansował  | Nie awansował  |
| szabla drużynowo     | Alexis du Bosch Étienne Grade Antoine Van Tomme Joseph Van der Voodt | |           | Francja                                                                  | P             | Nie awansowali | Nie awansowali | Nie awansowali                                                                                               | Nie awansowali | Nie awansowali |

### Wioślarstwo
| Konkurencja | Zawodnik | Runda 1 | Runda 1 | Ćwierćfinał | Ćwierćfinał | Półfinał      | Półfinał      | Finał         | Finał         |
| Konkurencja | Zawodnik | Czas    | M.      | Czas        | M.          | Czas          | M.            | Czas          | M.            |
| ----------- | --- | ------- | ------- | ----------- | ----------- | ------------- | ------------- | ------------- | ------------- |
| M1x         | Joseph Hermans |         |         | b.d         | 2.          | Nie awansował | Nie awansował | Nie awansował | Nie awansował |
| M8+         | Oscar Taelman Marcel Morimont Rémy Orban Georges Mys François Vergucht Polydore Veirman Oscar Dessomville Rodolphe Poma Alfred Van Landeghem |         |         |             |             | 8:22,0        | 1.            | 7:57,5        | srebro        |

### Zapasy
| Konkurencja                   | Zawodnik       | 1/16 finału      | 1/8 finału        | Ćwierćfinał      | Półfinały        | Finał            | Miejsce |
| Konkurencja                   | Zawodnik       | Przeciwnik Wynik | Przeciwnik Wynik  | Przeciwnik Wynik | Przeciwnik Wynik | Przeciwnik Wynik | Miejsce |
| ----------------------------- | -------------- | ---------------- | ----------------- | ---------------- | ---------------- | ---------------- | ------- |
| styl klasyczny waga lekka     | Léon Hanssen   | Arvo Lindén P    | Nie awansował     | Nie awansował    | Nie awansował    | Nie awansował    | 17.     |
| styl klasyczny waga lekka     | Fernand Steens | Carl Carlsen P   | Nie awansował     | Nie awansował    | Nie awansował    | Nie awansował    | 17.     |
| styl klasyczny waga półciężka | Marcel Dubois  | Henry Foskett W  | Cyril Brown W     | Yrjö Saarela P   | Nie awansował    | Nie awansował    | 5.      |
| styl klasyczny waga półciężka | August Meesen  | wolny los        | Alfred Banbrook P | Nie awansował    | Nie awansował    | Nie awansował    | 9.      |

### Żeglarstwo
| Zawodnik                                          | Konkurencja    | Wyścig | Wyścig | Wyścig | Punkty | Finałowa pozycja |
| Zawodnik                                          | Konkurencja    | 1      | 2      | 3      | Punkty | Finałowa pozycja |
| ------------------------------------------------- | -------------- | ------ | ------ | ------ | ------ | ---------------- |
| Léon Huybrechts Louis Huybrechts Henri Weewauters | klasa 6 metrów | 3.     | 4.     | 1.     | 4      | srebro           |